# 大冲口涌
大冲口涌位于中国广州市荔湾区芳村的冲口街道，与珠江相连，入珠江口附近有毓灵桥。
涌内藏有三条龙船，分属坑口、沙涌、招村。